# Turík
Turík je obec na Slovensku v okrese Ružomberok, na jižním úpatí Chočských vrchů. Žije v něm 300 obyvatel. První písemná zmínka o obci pochází z roku 1278. V obci stojí římskokatolický kostel Navštívení Panny Marie. Ve správním území obce leží přírodní rezervace Turícke dubiny a zasahuje do něj část přírodní rezervace Ivachnovský luh.